# Pionus
Pionus är ett fågelsläkte i familjen västpapegojor inom ordningen papegojfåglar. Sju arter förekommer i Latinamerika från nordöstra Mexiko till norra Argentina.
- Sotpapegoja (P. fuscus)
- Rödnäbbad papegoja (P. sordidus)
- Fjällhuvad papegoja (P. maximiliani)
- Fläckhuvad papegoja (P. tumultuosus)
- Blåhuvad papegoja (P. menstruus)
- Vitkronad papegoja (P. senilis)
- Bronsvingad papegoja (P. chalcopterus)